# Iber (Einbeck)
Iber ist eine Ortschaft der Stadt Einbeck im südniedersächsischen Landkreis Northeim.

## Geografie
Das Dorf Iber ist die südlichste Ortschaft der Stadt Einbeck, etwas abgelegen am Fuße des Südlieth, einem Vorberg des Höhenzuges Ahlsburg, gelegen. Es wird von der Landesstraße 543 durchquert.

## Geschichte
Das Dorf Iber zählt nach urkundlichen Quellen zu den ältesten Ortschaften im Gebiet der Stadt Einbeck.
Vom Mönch des Einbecker Augustinerklosters Nikolaus Mey wurde am ersten Advent des Jahres 1539 in Iber die erste lutherische Predigt des Ortes gehalten. Er wirkte dort bis zu seinem Tod 1546 und wurde in der Dorfkirche begraben. 1589 übernahm Johannes Letzner die Pfarrstelle, in seinen Chroniken ist vermerkt:

„812 stiftete Grimhold de Ibera, dem nach der Sachsenbekehrung Kaiser Karls des Großen ein öder, wüster Ort – der dann Iber genannt wird – zu Lehen gegeben wurde, hierselbst Gott und St. Johannes dem Täufer zur Ehre eine Kirche und Pfarre.“

Die Kirche wurde auf dem Herrenhof errichtet. Im Jahre 1183 wurde ein neues Gotteshaus erbaut und von den Herren in Iber reich beschenkt. Die Herren von Iber siedelten bereits 1180, nach einer Fehde, die ihren Ort verwüstete, nach Einbeck über. Urkundliche Erwähnung findet sich 1269 mit der Witwe des Ritters Nicolaus van Ybere. Der letzte jenes Geschlechts Heinrich v. Iber starb, nach Johannes Letzner 1503. Die elektrische Versorgung des Dorfes wurde im Jahr 1911 errichtet, der Bau der Wasserversorgung folgte kurz danach 1912.
Im Zuge der Gebietsreform in Niedersachsen, die am 1. März 1974 stattfand, wurde die zuvor selbständige Gemeinde Iber durch Eingemeindung zur Ortschaft der Stadt Einbeck.

## Politik

### Ortsrat
Der Ortsrat, der die Ortschaften Buensen, Dörrigsen, Iber und Strodthagen gemeinsam vertritt, setzt sich aus neun Ratsmitgliedern zusammen. Bei der Kommunalwahl 2021 ergab sich folgende Sitzverteilung:
- Wgem. Buensen, Dörrigsen, Iber, Strodthagen: 7 Sitze
- Einzelbewerber Marc Küchemann: 1 Sitz
- Einzelbewerber Ralf Schnepel: 1 Sitz

(Stand: Kommunalwahl 2021)

### Ortsbürgermeister
Der Ortsbürgermeister ist Alexander Stolte (WG).

### Wappen
Auf dem silbernen Wappenschild liegt ein schräg nach rechts oben gewendeter grüner Eibenzweig mit roten Früchten.

## Kultur und Sehenswürdigkeiten
- Die Kirche befindet sich im Zentrum, um sie herum befinden sich die ältesten Häuser des Dorfes. Die Evangelisch-lutherische St.-Johannis-Kirchengemeinde wurde zum 1. Oktober 2011 mit der St.-Pancratius-Kirchengemeinde in Odagsen zur neuen Evangelisch-lutherischen Kirchengemeinde Iber-Odagsen in Einbeck vereinigt.[7] Beide Kirchengemeinden gehören zum Kirchenkreis Leine-Solling mit Sitz in Northeim.

- Die Kirchengemeinde Iber ist im Besitz des kunstgeschichtlich bedeutenden sogenannten Niello-Kelches, eines Abendmahlskelches mit zugehöriger Patene von etwa 1180. Die Niello-Technik ergibt aufgrund der Verschmelzung des Silbers mit aufgetragenem Kupfer, Blei und Schwefel schwarze Bilder auf silbernem Grund. Der Kelch befindet sich als Dauerleihgabe im Kestner-Museum in Hannover. Der Kelch war etwa im Jahre 2007 für einige Wochen in einer örtlichen Bank in Dassel ausgestellt.